# 弗謝維多夫火山

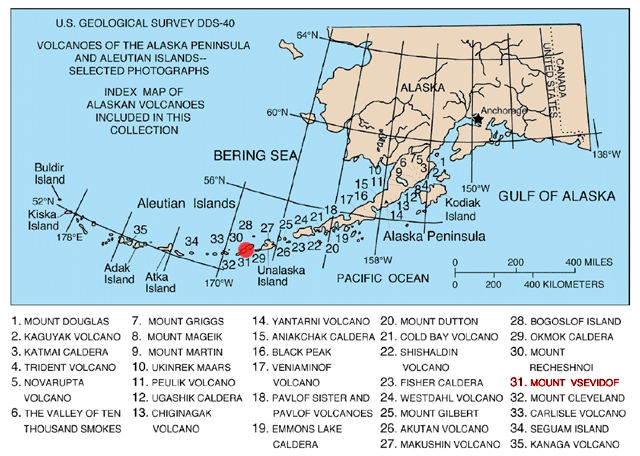

弗謝維多夫火山是美國的火山，位於烏姆納克島，由阿拉斯加州負責管轄，火山底座直徑約10公里，海拔高度2,149米，最近一次火山噴發在1957年3月11日發生。

## 外部連結
- Volcanoes of the Alaska Peninsula and Aleutian Islands-Selected Photographs （页面存档备份，存于）
- Mount Vsevidof on the Alaska Volcano Observatory Website （页面存档备份，存于）